# Zborul 166 al Banat Air
YR-AMR a fost un avion Antonov An-24 închiriat pe 13 decembrie 1995 de Banat Air de la Romavia. Avionul trebuia să zboare de la  Verona la Timișoara. S-a prăbușit la decolare din cauza greutății prea mari și a gheții acumulate pe aripi. În accident au murit toți cei 45 de pasageri și 4 membri ai echipajului.